# Možje X
Možje X (izvirno angleško X-Men) so skupina stripovskih superjunakov stripovske založbe Marvel. Prvi strip, The X-Men #1, ki je izšel septembra 1963, sta ustvarila Stan Lee in Jack Kirby.
Strip je kmalu postal eden najbolj priljubljenih ameriških stripov.